# Crouis (pâtes alimentaires)
Les crouis sont des pâtes fraîches en forme d'oreille plissée. Ce mets est une tradition culinaire de la commune d'Entraunes située aux sources du Var dans les Alpes-Maritimes.

## Préparation
Malaxer à la fourchette 2 œufs, 3 cuillerées d'huile (de noix ou autre) et du sel avec 1 kg de farine (pour dix personnes) tout en y versant petit à petit 2 verres d'eau tiède. La pâte souple ainsi obtenue doit alors reposer. Elle est ensuite coupée en morceaux eux-mêmes étirés en tortillons (1) - de l'épaisseur du pouce - coupés en cylindres de la taille d'une noix puis aplatis (2). Avec le pouce droit (3) plisser la pâte (4) jusqu'à obtenir un crouis bien plissé (5). Faire cuire les crouis 15 à 20 minutes dans une eau bouillante salée et additionnée d'une cuillerée d'huile (de noix ou autre). Les retirer avec une passoire (en bois ou autre) et les servir avec une sauce de noix accompagnée ou non de fromage râpé. 

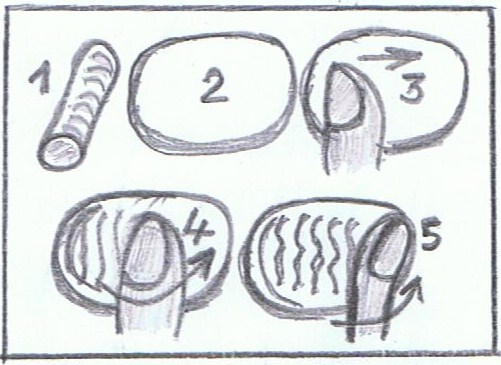
Les étapes de la confection manuelle d'un crouis
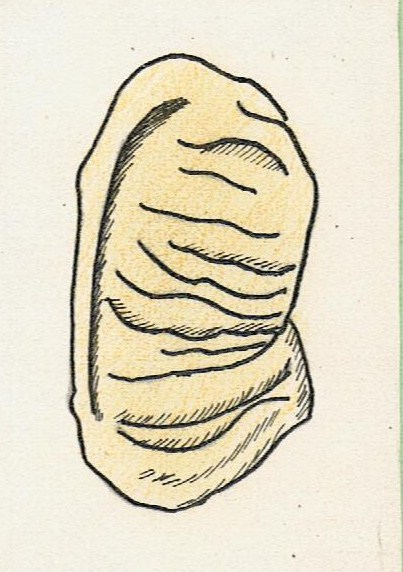
Pâte fraîche en forme d'oreille plissée dite crouis
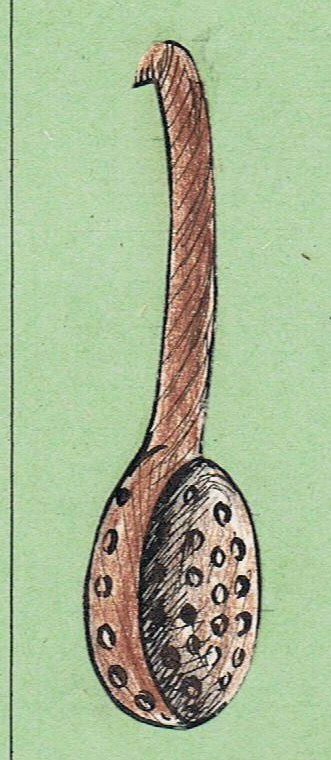
Passoire en bois pour retirer les crouis de l'eau bouillante
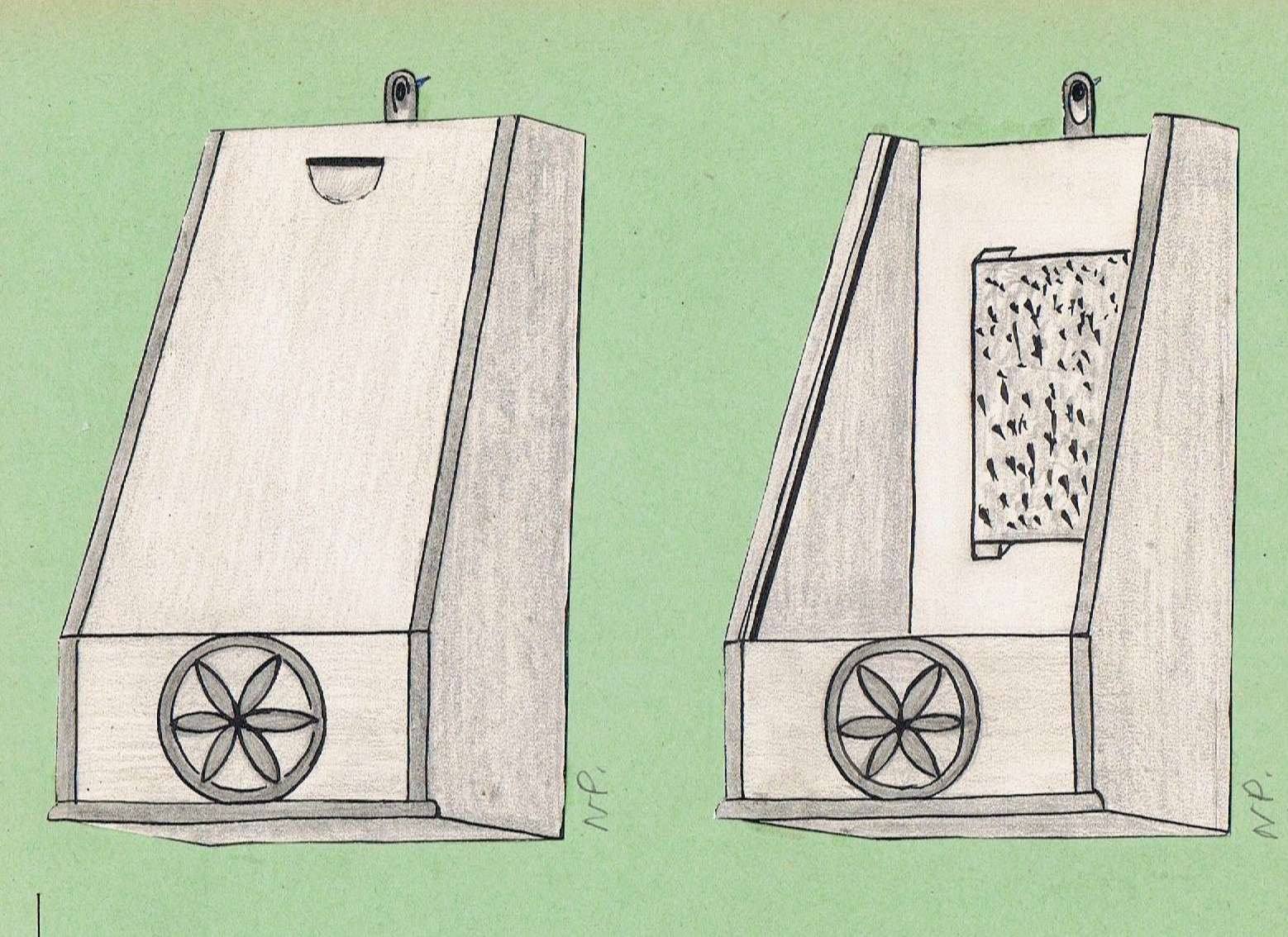
Râpe à fromage à couvercle à glissière, fermé et ouvert

## Accompagnement
Sauce de noix obtenue en pilant dans un mortier 500 g de cerneaux de noix (pelés) avec une gousse d'ail pour obtenir une fine pâte homogène qu'on malaxe avec de la mie de pain (trempée dans du lait), du sel, du poivre et un peu d'eau de cuisson (tiède) des crouis pour la fluidifier.

### Miens externes
- Sur le site du village de Guillaumes
- Crouis comme une déformation de Crouset, des pâtes en forme de croix à l'origine.
- « Les Crouis - Pasta in the form of an ear, served with a sauce of tomato, walnuts or green sauce. »